# Xserve RAID

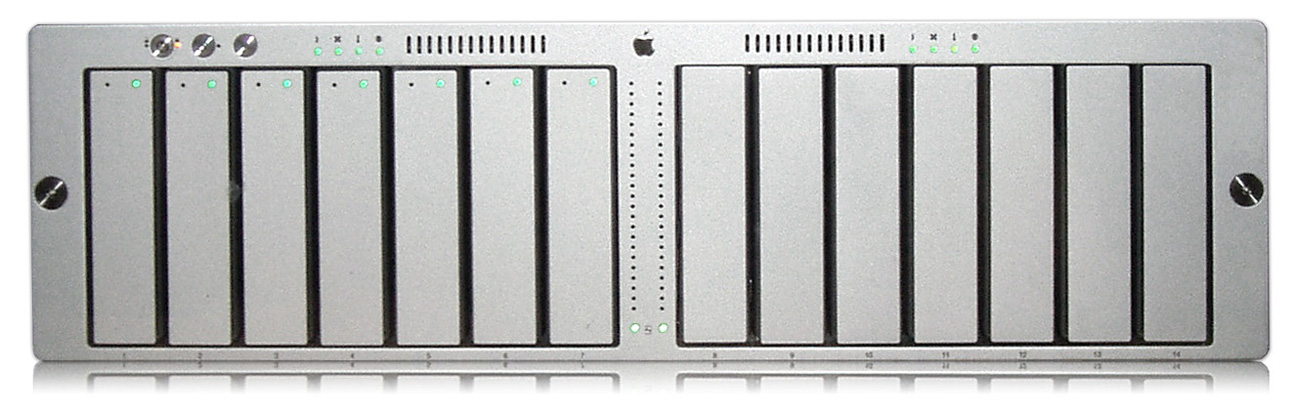
Imagem ilustrativa

Xserve RAID é um dispositivo de armazenamento em massa, oferecido pela Apple Inc.. Xserve RAID é um servidor de disco rígido Ultra-ATA que tem a capacidade máxima de 10,5 terabytes.
O servidor possui certificado para uso com outros programas para servidores, tais como os executando Windows Server 2003 ou Red Hat Enterprise Linux. Devido ao apoio cross-platform disponível, os usuários não precisam de um Mac para administrar o Xserve RAID. O Xserve RAID vem com um CD-ROM que contém o Xserve RAID Admin Tools e aplicativo de software  Java, que funciona na maioria dos  sistemas operacionais - incluindo Mac OS X, Microsoft Windows, Linux e Sun Solaris.